# Râul Roghina
Roghina este un afluent pe dreapta al Dâmboviței, în depresiunea Rucăr. Unii istorici susțin că acest râu și regiunea mlăștinoasă pe care o traversează este aceeași cu cea unde a avut loc bătălia de la Rovine, deoarece acest loc străbătut de acest râu se prezintă ca un șes și este numit de localnici În Câmp. În mod natural, Roghina se vărsa în Râușor, dar în urma canalizării acestuia la sfârșitul secolului al XIX-lea, i s-a trasat o nouă direcție și s-a renunțat la despletirile acestuia, astfel confluența Roghinei a fost îndreptată spre Dâmbovița. În prezent, distanța dintre confluența Râușorului și a Roghinei cu Dâmbovița este de 50 m.